# 沐滂站
沐滂站，位于中华人民共和国云南省大理白族自治州祥云县下庄镇沐滂村，是广大铁路上的火车站，邮政编码672103，建于1999年，车站距离广通站134公里，隶属昆明铁路局，是五等站。

## 业务办理
不办理客运业务。货运办理整车货物到发。

## 車站周邊
- 沐滂小学